# Paul Weizsäcker
Paul Weizsäcker (* 4. August 1850 in Kloster Adelberg; † 11. März 1917 in Ludwigsburg) war ein deutscher Gymnasiallehrer, Klassischer Philologe und Archäologe.

## Leben und Werk
Paul Weizsäcker, Sohn eines Pfarrers, besuchte die Lateinschule in Schorndorf und das evangelische Seminar in Schöntal. Ab 1868 studierte er im Evangelischen Stift und an der Universität Tübingen. Neben Theologie studierte er besonders Klassische Philologie bei Wilhelm Siegmund Teuffel und Klassische Archäologie bei Adolf Michaelis. 1875 wurde er in Tübingen mit einer Arbeit zum Klitiaskrater promoviert. 1874 trat er in den Schuldienst ein und lehrte in Calw, Nürtingen, Biberach an der Riß, Heidenheim an der Brenz und Ludwigsburg. Von 1886 bis zu seinem Ruhestand 1912 war er Direktor des Realgymnasiums in Calw. 1898 wurde er korrespondierendes Mitglied des Deutschen Archäologischen Instituts.
Neben seiner Lehrtätigkeit publizierte Weizsäcker rege auf dem Gebiet der Altertumswissenschaften, insbesondere zur Interpretation des Pausanias, sowie zahlreiche Beiträge für das Ausführlichen Lexikon der griechischen und römischen Mythologie. Daneben publizierte er zur deutschen Klassik, besonders zu Wieland, sowie zur Heimatkunde Württembergs, besonders zu Kloster Hirsau.

## Veröffentlichungen (Auswahl)
- Das deutsche Institut für archäologische Correspondenz. Eine Semisaecular-Erinnerung. In:  Neue Jahrbücher für Philologie und Paedagogik 25, 1879, S. 145–155 (Digitalisat).
- Anna Amalia, Herzogin von Sachsen-Weimar-Eisenach, die Begründerin des Weimarischen Musenhofes. Hamburg 1892.
- Die Bildnisse Wielands. In:  Württembergische Vierteljahreshefte für Landesgeschichte N. F. Bd. 2, 1893, S. 1–52 (Digitalisat).
- Polygnots Gemälde in der Lesche der Knidier in Delphi. Stuttgart 1895 (Digitalisat).
- Kurzer Führer durch die Geschichte und die Ruinen des Klosters Hirsau. Stuttgart 1898.
- Nachlese zu den Bildnissen Wielands. In: Württembergische Vierteljahreshefte für Landesgeschichte N. F. Bd. 7, 1898, S. 284–300 (Digitalisat).